# Dendronephthya aspera
Dendronephthya aspera is een zachte koraalsoort uit de familie Nephtheidae. De koraalsoort komt uit het geslacht Dendronephthya. Dendronephthya aspera werd in 1960 voor het eerst wetenschappelijk beschreven door Tixier-Durivault & Prevor. 